# Gustavus Hinrichs
Gustavus Detlef Hinrichs (Lunden, 2 dicembre 1836 – St. Louis, 14 febbraio 1923) è stato un chimico e filosofo tedesco, conosciuto principalmente per le sue scoperte sulle leggi periodiche fra gli elementi chimici.

## Vita
Hinrichs è nato nel 1836 a Lunden, Holstein, parte della Confederazione tedesca, che a quel tempo apparteneva alla Danimarca. Ha frequentato il politecnico locale e l'Università di Copenaghen. Durante i suoi studi ha pubblicato numerosi articoli e libri, incluse varie descrizioni del campo magnetico della terra e della sua interazione con l'etere.
Hinrichs si laureò nel 1860, tra la Prima e la Seconda guerra dello Schleswig. Emigrato in quello stesso anno negli Stati Uniti, si stabilì prima a Davenport, Iowa, dove insegnò a scuola, poi nella vicina Iowa City. Nel 1863 fu nominato professore di filosofia naturale, chimica e lingue moderne presso l'Università dell'Iowa, dove rimase fino a che non fu licenziato nel 1886 dal Consiglio di Stato di Regents a causa di controversie con il presidente dell'Università e con i docenti.
Fondò il primo servizio meteorologico dello stato e il servizio delle colture negli Stati Uniti. Fu il capo della Iowa Weather Service fino al 1886. Egli fu il primo a identificare e denominare il fenomeno temporale lineare chiamato il "derecho". Divenne professore alla St. Louis University nel 1889 e vi rimase fino al suo pensionamento nel 1907.

## Legge periodica
Hinrichs è uno degli scopritori delle leggi periodiche che sono la base per la tavola periodica degli elementi. Anche se il suo contributo non è importante quanto quello di Mendeleev o Lothar Meyer, dichiarò le sue idee già nel 1855 e pubblicò il suo libro Programme der Atommechanik nel 1867.
La sua tavola periodica aveva la forma di una spirale e gli elementi erano posizionati nella struttura secondo la loro massa atomica. Hinrichs aveva anche ipotizzato una teoria sulla causa della periodicità all'interno degli elementi chimici. La sua teoria era basata sulla composizione degli elementi da parte di piccole Panatome. I trigonoidi sono i non metalli a base di triangoli regolari, mentre i tetragonoidi metallici sono fatti da quadrati. Formule algebriche su come mescolare quadrati e triangoli hanno dato le leggi periodiche. Le sue "idee controverse e personalità colorata" furono un ostacolo alla diffusione delle sue idee.